# Cucugnan
Cucugnan è un comune francese di 141 abitanti situato nel dipartimento dell'Aude nella regione dell'Occitania.

## Monumenti e luoghi d'interesse
- Castello di Quéribus, castello cataro

## Società

### Evoluzione demografica
Abitanti censiti